# Metsubushi
I metsubushi (目潰し?, metsubushi, accecatore), o gantsubushi, erano una serie di strumenti e tecniche usate nel giappone feudale dalla polizia samurai per accecare temporaneamente o permanentemente un avversario.

## Descrizione
Un tipo di metsubushi era usato dalla polizia per soffiare pepe macinato o polvere negli occhi di un sospettato. Viene descritto come una scatola di legno laccato o di ottone con un bocchino largo per soffiare e un foro o tubo sull'altra estremità per dirigere la polvere negli occhi della persona da catturare. Un tipo molto comune di metsubushi era una polvere composta da cenere, pepe macinato, fango, farina e polvere. Per infierire gravi danni, potrebbe anche contenere polvere di vetro. Era contenuta in uova vuote (happō), tubi di bambù o altri piccoli contenitori. Di fronte a un aggressore, una persona avrebbe soffiato il metsubushi negli occhi dell'attaccante, accecandolo.